# TVR2

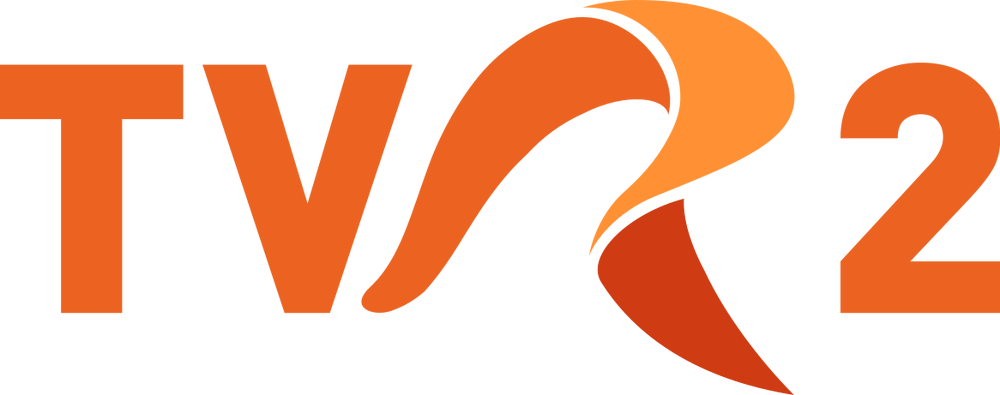
Logo stacji TVR2 (od 2022)

TVR2 – drugi kanał rumuńskiej telewizji publicznej (Televiziunea Română). 
Kanał rozpoczął codzienne emisje w 1968 roku. Zawiesił działalność na okres od 20 stycznia 1985 do 23 maja 1990. 
Dwa razy dziennie (o 13:00 i 19:00) w TVR2 emitowany jest serwis informacyjny Telejurnal, od poniedziałku do piątku o godz. 23:00 nadawany jest program publicystyczny Ora de știri.
Kanał dostępny jest w naziemnej telewizji cyfrowej. Od 3 listopada 2019 r. kanał jest nadawany w rozdzielczości HD.
Logo telewizji przedstawia szary napis „TV”, po którym następuje pomarańczowy symbol litery „R” i szara cyfra „2”.